# Natdanai Makkarat
Natdanai Makkarat (thailändisch ณัฐดนัย มัคราช; * 20. Mai 1996), auch als Phet bekannt, ist ein thailändischer Fußballspieler.

## Karriere
Natdanai Makkarat stand bis Juni 2021 in Ranong beim Zweitligisten Ranong United FC unter Vertrag. Anfang Juni 2021 wechselte er zum Drittligisten Nakhon Si United FC. Der Verein aus Nakhon Si Thammarat spielte in der Southern Region der Liga. Anfang Dezember 2021 wechselte er zum ebenfalls in der Southern Region spielenden Phatthalung FC. Für den Verein aus Phatthalung bestritt er sechs Ligaspiele. MH Nakhonsi City FC, ein Drittligist aus Tha Sala nahm ihn im Juni 2022 unter Vertrag. Am Ende der Saison feierte er mit dem Verein die Vizemeisterschaft der Southern Region und die Qualifikation für die Aufstiegsspiele zur zweiten Liga. Hier konnte man sich durchsetzen und belegte den ersten Platz. Im Sommer 2023 wurde dem Verein jedoch die Lizenz für die zweite Liga verweigert. Nach einer weiteren Spielzeit wechselte er im Juli 2024 zum Zweitligisten Chainat Hornbill FC. Sein Zweitligadebüt gab Makkarat am 11. August 2024 (1. Spieltag) im Heimspiel gegen den Erstligaabsteiger Police Tero FC. Bei dem 2:1-Erfolg stand er in der Startelf. In der 52. Minute schoss er sein erstes Zweitligator. In der 77. Minute wurde er gegen Nathaphop Kaewklang ausgewechselt. Nach 15 Ligaspielen wechselte er im Januar 2025 zum Drittligisten Songkhla FC. Mit dem Verein aus Songkhla spielt er in der Southern Region der Liga. Am Ende der Saison 2024/25 feierte er mit dem Verein die Meisterschaft der Region. Am 19. April 2025 stand er mit Songkhla im Finale des Thai League 3 Cups. Hier verlor man im BG Stadium gegen den Thonburi United FC mit 5:4 im Elfmeterschießen.

## Erfolge
MH Nakhonsi City FC
- Thai League 3: 2022/23

Songkhla FC
- Thai League 3 – South: 2024/25
- Thai League 3 Cup-Finalist: 2024/25